# 山莴苣
山莴苣（学名：Lactuca sibirica）为菊属莴苣属的植物。其种加词“sibirica”意为“西伯利亚的”。分布于蒙古、日本、欧洲、俄罗斯以及中国大陆的辽宁、河北、青海、内蒙古、山西、陕西、黑龙江、吉林、甘肃、新疆等地，生长于海拔380米的地区，常生于草甸、林缘、林下、河岸及湖地水湿地，目前尚未由人工引种栽培。

## 别名
北山莴苣（东北植物检索表），山苦菜（内蒙古）

## 异名
- Mulgedium sibiricum (L.) Sojak in Novit.